# Apalachocyclops minotaurus
Apalachocyclops minotaurus – gatunek widłonoga z rodziny Cyclopidae; jedyny przedstawiciel rodzaju Apalachocyclops. Gatunek i rodzaj opisał w 2011 roku belgijski biolog Frank Fiers. Miejsce typowe to jaskinia Endless Caverns, hrabstwo Rockingham, stan Wirginia, Stany Zjednoczone.